# Chuang O
Chuang O (čínsky pchin-jinem Huáng É, znaky zjednodušené 黄峨, tradiční 黃峨, 1498–1569) byla čínská básnířka působící v říši Ming, manželka básníka a spisovatele Jang Šena. Známá je zejména básněmi, které si vyměňovala s manželem žijícím ve vyhnanství.

## Jména
Chuang O používala zdvořilostní jméno Siou-mej (čínsky pchin-jinem Xiùméi, znaky 秀眉).

## Život

### Mládí, sňatek
Chuang O byla dcerou učence a úředníka Chuang Kchea (1449–1522), narodila se roku 1498. Rodina Chuang pocházela ze Suej-ningu v provincii S’-čchuan na jihozápadě čínské říše Ming.
Dívce se dostalo kvalitní vzdělání, a byla nadanou básnířkou, zvláště v žánru san-čchü. Většina jejích básní š’ byla ztracena, ale její písně čchü jsou vysoce ceněné. Roku 1519 se vdala za Jang Šena, pro kterého to bylo druhé manželství (po smrti jeho první ženy). Jang Šen byl o deset let starší, jeho otec, Jang Tching-che zaujímal ve vládě říše Ming vysoké místo prvního velkého sekretáře a jeho syn, pracující v akademii Chan-lin měl před sebou perspektivu úspěšné úřední kariéry.

### Velký spor o obřady, vyhnání do exilu
Císař Ťia-ťing se po nástupu na trůn roku 1521 dostal s většinou úředníků v čele s Jang Tching-cheem do sporu o obřady, když úředníci žádali adopci Ťia-ťinga císařem Chung-č’ (otcem Čeng-tea a strýcem Ťia-ťinga), aby se tak stal mladším bratrem svého předchůdce Čeng-tea. Ťia-ťing adopci odmítal a požadoval posmrtné udělení císařské hodnosti svým rodičům.
Kvůli dlouhodobým sporům s panovníkem Jang Tching-che nakonec roku 1524 rezignoval. Jang Šen společně s mnohými dalšími úředníky v Zakázaném městě odmítal císařovy požadavky, opoziční úředníci dospěli až k masovým veřejným protestům. Ťia-ťing neposlušné úředníky potrestal, Jang Šen jako organizátor protestů byl zatčen, zbit, vyloučen z úřednického stavu a zařazen mezi dědičné vojáky a vypovězen do Jün-nanu.

### Život a tvorba v Jün-nanu a S’-čchuanu
Od roku 1524 tak Jang Šen žil na západě provincie Jün-nan. Prožil tam více než tři desetiletí, respektovaný místními vzdělanci a věnující se psaní. Chuang O po jeho vyhnání do Jün-nanu žila na statcích Jangů v Sin-tu v S’-čchuanu, kromě let 1526–1529, která strávila s manželem. Po smrti Jang Tching-chea roku 1529 se z Jün-nanu vrátila do Sin-tu a starala se o rodinné jmění, z jehož výnosů podporovala manžela.  Po mužově smrti převzala výchovu jeho dvou synů, které měl v Jün-nanu s konkubínami.
Manželé se setkávali jen zřídka, kontakty mezi sebou udržovali vesměs pouze písemně. Jejich dopisy se nezachovaly, ale básně, které si na dálku vyměňovali, získaly širokou známost. Přestože její básně kolovaly v literárních kruzích, za svého života nepublikovala. Wang Š’-čen její lyrické básně stavěl výše než tvorbu Jang Šena, a s podporou takto významného kritika (vůdce sedmi pozdějších mingských mistrů) měla zaručenou popularitu a slávu.
Roku 1570 neznámý nakladatel vydal malou sbírku jejích básní Jang Čuang-jüan čchi š’-ťi (Sebrané poémy ženy Jang Šena). Časem byly objevovány další její básně, takže roku 1608 mohla být vydána velká sbírka Jang Šen-an sien-šeng fu-žen jüe-fu (Texty a písně v hovorovém jazyce pana Jang Šena a jeho ženy), s předmluvou předního dramatika a básníka Sü Weje. Některé básně v ní však byly připsány Chuang O chybně, možná i záměrně – téma muže a ženy vyměňujících si zamilované básně bylo v tehdejší literatuře oblíbené klišé zaručující nakladatelům komerční úspěch.